# Alfred Clebsch
Rudolf Friedrich Alfred Clebsch (né le 19 janvier 1833 à Königsberg, mort le 7 novembre 1872 à Göttingen) est un mathématicien prussien, connu pour ses contributions à la géométrie algébrique, la théorie des invariants et les applications de la dualité à la statique graphique.

## Biographie
Clebsch étudia les mathématiques à l’université Albertina de Königsberg de 1850 à 1853. Il eut entre autres comme professeur Otto Hesse, qui lui-même avait été l'élève de Jacobi. Clebsch enseigna ensuite dans différents lycées de Berlin à partir de 1854, tout en préparant sa thèse d'habilitation en physique mathématique qu'il soutint à l'Université Humboldt de Berlin en 1858. À l'automne, il accepta la chaire de mécanique analytique offerte par l'Institut polytechnique de Karlsruhe. Il fut nommé professeur titulaire de l'université de Gießen en 1863, puis obtint une place de professeur à la prestigieuse université de Göttingen en 1868. Il y meurt au poste de recteur, d'une atteinte de diphtérie, âgé de seulement 39 ans.
Sa collaboration avec Paul Gordan à la théorie des représentations des groupes orthogonaux conduisit à la découverte des coefficients de Clebsch-Gordan, utilisés notamment en mécanique quantique. Pionnier d'une école de pensée originale en géométrie algébrique, il approfondit les idées de Bernhard Riemann sur l'application de la théorie des fonctions à la géométrie. Il donne son nom à la seule surface cubique qui contient 27 droites réelles.
Il fonda en 1868 avec Carl Gottfried Neumann les Mathematische Annalen, une revue longtemps considérée comme l'une des principales publications de recherche dans le monde entier.

## Écrits
- Leçons sur la géométrie (notes de Ferdinand von Lindemann, trad. Adolphe Benoist, préface de Felix Klein), éd. Gauthier-Villars, Paris
  - vol. 1 Traité des sections coniques et introduction à la théorie des formes algébriques  (1879), 386 p.
  - vol. 2 Courbes algébriques en général et courbes du troisième ordre  (1880), 438 p.
  - vol. 3 Intégrales abéliennes et connexes (1883), 484 p.
- A. Clebsch (trad. A. Barré de Saint-Venant), Théorie de l'élasticité des corps solides [« Theorie der Elasticität fester Körper »], B. G. Teubner, 1862 (réimpr. Paris (1883))
- (en coll. avec Paul Gordan) Theorie der Abelschen Funktionen (1866), éd. B. G. Teubner, Leipzig, 334 p.
- Theorie der binären algebraischen Formen (1872), éd. B. G. Teubner, Leipzig, 467 p.